# Je hebt een vriend
Je hebt een vriend is de derde single van het album Tele-Romeo van de meidengroep K3. De single kwam uit op 1 december 2001.
De hoogste positie in België in de Ultratop 50 was plaats nummer 20 en stond 10 weken in de Ultratop 50. In Nederland kwam de single niet binnen.
In 2017 coverde Natalia het nummer voor het muziekprogramma VTM-programma 'Liefde voor Muziek'. Het nummer werd vertaald naar het Engels en werd You've Got a Friend.

## Tracklist
1. Je hebt een vriend (3:25)
2. Hand in hand (kerstversie) (4:03)

## Hitnotering
Vlaamse Ultratop 50
| Je Hebt Een Vriend in de Ultratop 50 - binnen: 15-12-2001/Laatste Notering 16-02-2002 | Je Hebt Een Vriend in de Ultratop 50 - binnen: 15-12-2001/Laatste Notering 16-02-2002 | Je Hebt Een Vriend in de Ultratop 50 - binnen: 15-12-2001/Laatste Notering 16-02-2002 | Je Hebt Een Vriend in de Ultratop 50 - binnen: 15-12-2001/Laatste Notering 16-02-2002 | Je Hebt Een Vriend in de Ultratop 50 - binnen: 15-12-2001/Laatste Notering 16-02-2002 | Je Hebt Een Vriend in de Ultratop 50 - binnen: 15-12-2001/Laatste Notering 16-02-2002 | Je Hebt Een Vriend in de Ultratop 50 - binnen: 15-12-2001/Laatste Notering 16-02-2002 | Je Hebt Een Vriend in de Ultratop 50 - binnen: 15-12-2001/Laatste Notering 16-02-2002 | Je Hebt Een Vriend in de Ultratop 50 - binnen: 15-12-2001/Laatste Notering 16-02-2002 | Je Hebt Een Vriend in de Ultratop 50 - binnen: 15-12-2001/Laatste Notering 16-02-2002 | Je Hebt Een Vriend in de Ultratop 50 - binnen: 15-12-2001/Laatste Notering 16-02-2002 | Je Hebt Een Vriend in de Ultratop 50 - binnen: 15-12-2001/Laatste Notering 16-02-2002 |
| Week                                                                                  | 1                                                                                     | 2                                                                                     | 3                                                                                     | 4                                                                                     | 5                                                                                     | 6                                                                                     | 7                                                                                     | 8                                                                                     | 9                                                                                     | 10                                                                                    |                                                                                       |
| ------------------------------------------------------------------------------------- | ------------------------------------------------------------------------------------- | ------------------------------------------------------------------------------------- | ------------------------------------------------------------------------------------- | ------------------------------------------------------------------------------------- | ------------------------------------------------------------------------------------- | ------------------------------------------------------------------------------------- | ------------------------------------------------------------------------------------- | ------------------------------------------------------------------------------------- | ------------------------------------------------------------------------------------- | ------------------------------------------------------------------------------------- | ------------------------------------------------------------------------------------- |
| Nummer                                                                                | 28                                                                                    | 27                                                                                    | 23                                                                                    | 21                                                                                    | 20                                                                                    | 23                                                                                    | 26                                                                                    | 33                                                                                    | 36                                                                                    | 40                                                                                    | uit                                                                                   |